# Klezmer-loshn

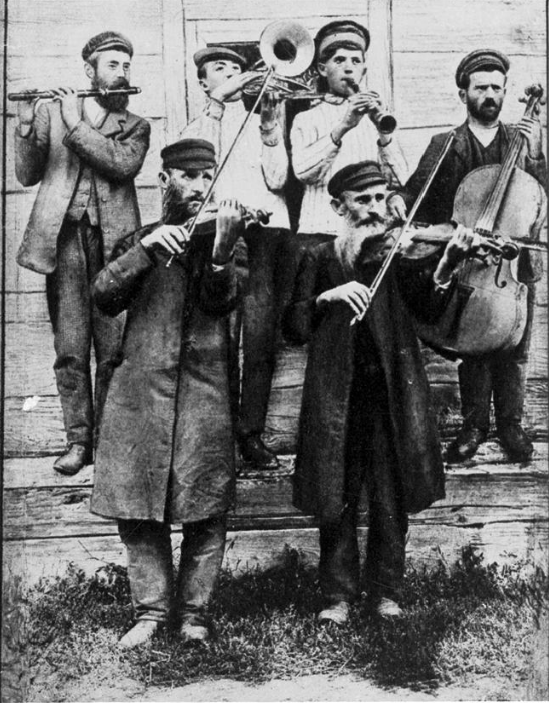
Orchestre klezmorim ukrainien en 1925.

Le Klezmer-loshn (קלעזמער-לשון, « la langue du musicien » en français) est un dérivé éteint de la langue yiddish. C'était une sorte d'argot utilisé par les musiciens juifs itinérants, connus sous le nom de klezmorim, parlé en Europe de l'Est jusqu'au début du XXe siècle,.
Le klezmer-loshn combinait le yiddish avec des emprunts issus de nombreuses autres langues européennes. Ce vocabulaire emprunté était souvent substitué à leur équivalent yiddish selon le principe de la rime : un néologisme rimant avec un mot yiddish remplacera ce même mot. Par ailleurs, de nombreux mots du kelzmer-loshn ne sont pas dérivés du yiddish ou des langues slaves, mais sont des créations originales.
A l'instar d'autres argots, le klezmer-loshn a évolué pour répondre au besoin des membres de la communauté des klezmorim de parler en présence des autres sans être compris. Les klezmorim pouvaient parler klezmer-loshn pendant et après les représentations, que ce soit parmi les gentils ou les Juifs de langue yiddish, sans être compris d'eux. Cela leur permettait de parler affaires, de planifier l'avenir et même de se moquer des autres sans avoir d'ennuis.
Son utilisation active a progressivement diminué au XXe siècle et a disparu en même temps que la culture klezmer en Europe de l'Est, en particulier après que l'Holocauste y a anéanti une grande partie de la population juive.
Le glossaire le plus détaillé du klezmer-loshn (plus de 600 mots) se trouve dans The Book of Klezmer: The History, The Music, The Folklore from the 14th Century to the 21st (A Capella Books, 2002, par Yale Strom).